# Sudince
Sudince (in ungherese Ösöd) è un comune della Slovacchia facente parte del distretto di Krupina, nella regione di Banská Bystrica.